# 甘洛県
甘洛県（かんらく-けん、四川彝語: ꇤꇉꑤ）は中華人民共和国四川省涼山イ族自治州西南部に位置する県。

## 行政区画
- 鎮:新市壩鎮、田壩鎮、海棠鎮、吉米鎮、斯覚鎮、普昌鎮、玉田鎮、蘇雄鎮、烏史大橋鎮
- 郷:新茶郷、団結郷、嘎日郷、沙岱郷

## 交通

### 鉄道
- 中国鉄路総公司
  - 中国鉄路昆明局集団公司
    - 成昆線

（成都方面）- 尼日駅 - 蘇雄駅 - 涼紅駅 - 埃岱駅 - 甘洛駅 - 南爾崗駅 - 阿寨駅 -（昆明方面）

### 道路
省道
- 208省道

## 健康・医療・衛生
- 甘洛県人民医院